# Campeonato Catarinense de Futebol Feminino de 2017
O Campeonato Catarinense de Futebol Feminino de 2017 foi a 10ª edição do principal torneio catarinense entre clubes na categoria feminina. A principal novidade da competição para 2017 foi a indicação de um clube para a disputa do Campeonato Brasileiro Feminino A-2 de 2018. O futebol feminino catarinense já conta com a participação da Kindermann na elite do futebol feminino nacional.
Num primeiro momento foi anunciado que a competição contaria com cinco equipes, mas com a desistência de Criciúma e Chapecoense mais o ingresso da PBCE, a competição iniciou com quatro equipes.

## Regulamento
O Catarinense Feminino de 2017 foi disputado em três fases, sendo turno, returno e final. Nas duas primeiras fases, turno e returno, as equipes se enfrentaram no sistema de pontos corridos. Após o encerramento da 1.ª fase – Turno, a equipe que somar o maior número de pontos foi classificada para a 3.ª fase – final.
Assim como no turno, a equipe que somar o maior número de pontos na 2.ª fase – Returno, foi classificada para a 3.ª fase – Final. Caso a mesma equipe conquistasse a 1.ª fase e a 2.ª fase não haveria a 3.ª fase – Final e a equipe seria declarada campeã do Catarinense Feminino de 2017.
Caso fosse a Kindermann — que participa do Campeonato Brasileiro Feminino A-1 — a equipe com melhor índice técnico, soma de pontos do turno e do returno será designada para participar do Campeonato Brasileiro Feminino A-2, em 2018. Se duas equipes distintas conquistarem as duas primeiras fases, turno e returno, disputariam a 3.ª fase – Final. A 3.ª fase, foi disputada no sistema de confronto eliminatório, jogos de ida e volta. A equipe que somou mais pontos ao final dos dois jogos foi a campeã.
Na 3.ª fase – Final, a equipe com melhor campanha na soma dos pontos do turno e do returno foi mandante da segunda partida. Se ao final da segunda partida houvesse empate em número de pontos, a equipe com melhor saldo de gols na 3.ª fase seria campeã. Persistindo o empate no saldo de gols, também a equipe mandante ficaria com o título.

## Participantes
| Equipe        | Cidade    | Estádio                       | Títulos |
| ------------- | --------- | ----------------------------- | ------- |
| Fluminense-SC | Joinville | Caldeirão do Itaum            | 0       |
| Kindermann    | Caçador   | Carlos Alberto da Costa Neves | 8       |
| Napoli        | Caçador   | Carlos Alberto da Costa Neves | 0       |
| PBCE          | Criciúma  | C.T. do Criciúma              | 0       |